# Carta ricongiunta
In filatelia, la carta ricongiunta è una particolare varietà della stampa con rotative, che si verifica quando alcuni esemplari del foglio vengono impressi sulla striscia di carta o sull'adesivo che serve per congiungere due bobine di carta. Alcuni materiali da recupero usati sono la carta scura da pacchi, la carta fluorescente colorata scarto di stampe varie (libri, giornali del Poligrafico) o nastro adesivo di carta.
La congiunzione è spesso di carta differente da quella del foglio intero, quindi è ben evidente anche al tatto nello spessore.
I francobolli nella parte ricongiunta sono spesso segnati da evidenti pieghe e imprecisioni di stampa.
Anche di recente si sono verificate tali anomalie specie sui francobolli ordinari della serie "Donne nell'arte", in particolare sui valori da 0,10, 0,41 e 0,45 €, come in passato è successo per la Serie dei Castelli d'Italia, sulla Serie Alti Valori e la serie detta "Siracusana".
Oltre ai francobolli esistono anche delle cartoline postali stampate su carta con questa particolare anomalia.
Queste particolari ed evidenti varietà sono rare e valgono molto di più dei francobolli normali, specie se molto esplicite, e vengono battute alle aste a prezzi consistenti.